# 西尔瓦希·米克洛什
西尔瓦希·米克洛什（匈牙利語：Szilvási Miklós，1925年12月5日—1969年5月24日），匈牙利男子摔跤运动员。他曾代表匈牙利参加1948年、1952年和1956年夏季奥林匹克运动会摔跤比赛，共获得一枚金牌和一枚银牌。